# 柳河県 (遼寧省)
柳河県（りゅうが-けん）は中華人民共和国遼寧省にかつて存在した県。現在の鉄嶺市昌図県北部に相当する。
遼代に設置された。元代に廃止されている。